# Synchlora aerata
Synchlora aerata là một loài bướm đêm trong họ Geometridae.

## Hình ảnh
- Tập tin:Tập